# Tileagd (gmina)
Tileagd – gmina w Rumunii, w okręgu Bihor. Obejmuje miejscowości Bălaia, Călătani, Poșoloaca, Tileagd, Tilecuș i Uileacu de Criș. W 2011 roku liczyła 6968 mieszkańców.